# Sint-Gertrudiskerk (Geertruidenberg)

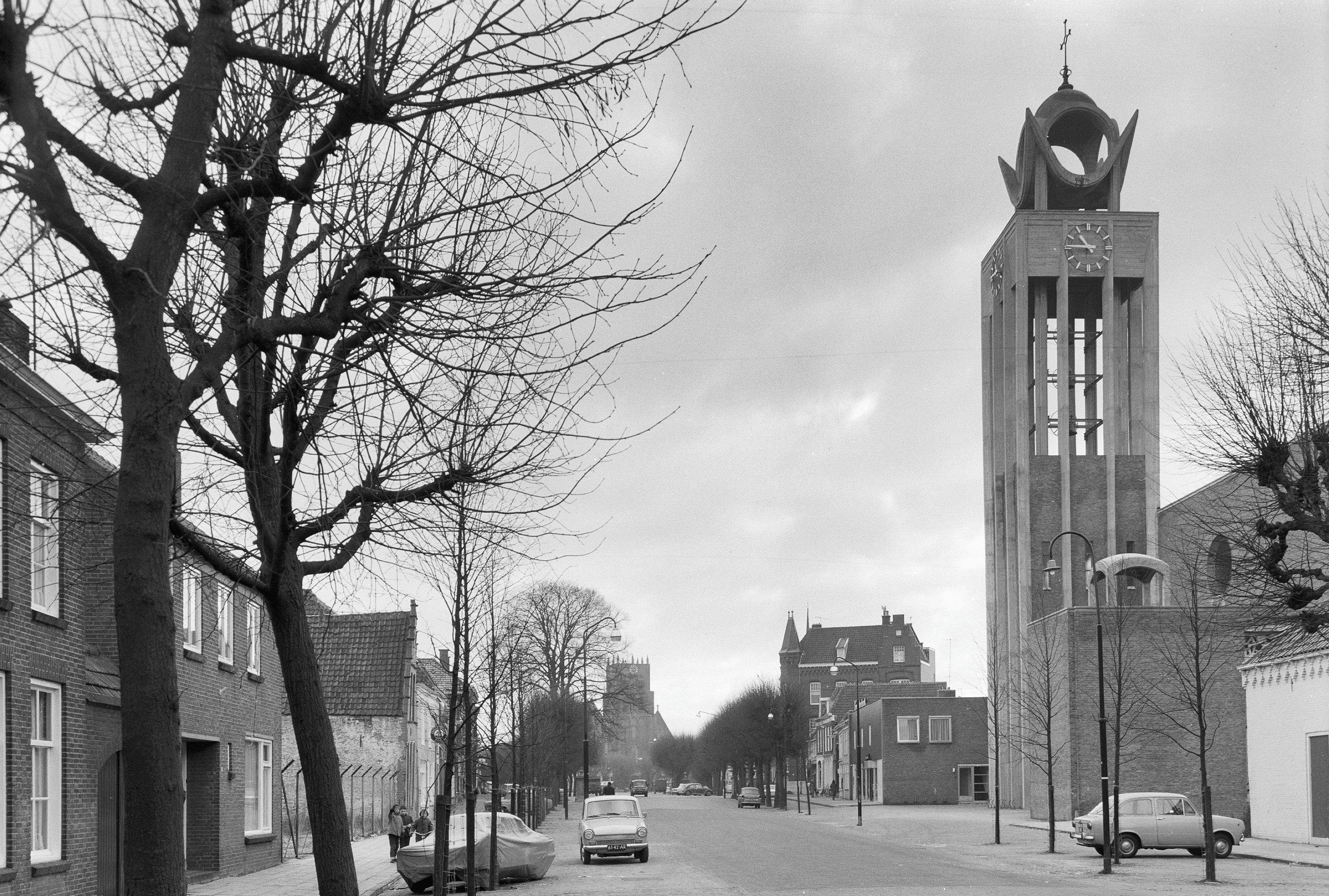
Sint-Gertrudiskerk

De Sint-Gertrudiskerk was een katholiek kerkgebouw in de Noord-Brabantse stad Geertruidenberg, gelegen aan de Venestraat 16. Deze kerk moet niet verward worden met de histotrische Geertruidskerk.

## Geschiedenis
De Oude Sint-Gertrudiskerk was te klein geworden en een nieuwe kerk werd gebouwd naar ontwerp van Frits Peutz. Het was een blokvormig gebouw met een naastgebouwde halfopen klokkentoren met een merkwaardige bekroning, dit alles uitgevoerd in gewapend beton. Na enige tijd werd echter betonrot geconstateerd. Ook liep het kerkbezoek geleidelijk terug.
In 1996 werd daarom de kerk onttrokken aan de eredienst en in 1997 werd hij gesloopt.
Op de plaats van de kerk kwam een woningcomplex. Ook werd er voorzien in een bescheiden kerkruimte, de Sint-Gertrudiskapel, welke voorzien werd van een betonnen klokkengevel. Deze kapel werd in 1998 ingezegend.